# Campeonato Mundial de Snowboard de 2015 - Halfpipe feminino
A prova do halfpipe feminino do Campeonato Mundial de Snowboard de 2015 foi disputado entre 16 e 17 de janeiro  em Kreischberg na Áustria.

## Medalhistas
| Ouro              | Prata                   | Bronze                |
| Cai Xuetong (CHN) | Queralt Castellet (ESP) | Clemence Grimal (FRA) |

## Resultados

### Qualificação
A qualificação ocorreu dia 16 de janeiro. 
| Colocação | Bib | Nome                | Nacionalidade  | Descida 1 | Descida 2 | Melhor | Notas |
| --------- | --- | ------------------- | -------------- | --------- | --------- | ------ | ----- |
| 1         | 10  | Clemence Grimal     | França         | 83.25     | 90.00     | 90.00  | Q     |
| 2         | 8   | Cai Xuetong         | China          | 86.25     | 88.50     | 88.50  | Q     |
| 3         | 9   | Torah Bright        | Austrália      | 62.75     | 86.75     | 86.75  | Q     |
| 4         | 16  | Queralt Castellet   | Espanha        | 85.75     | 77.75     | 85.75  | Q     |
| 5         | 11  | Sophie Rodriguez    | França         | 9.75      | 82.25     | 82.25  | Q     |
| 6         | 12  | Hikaru Oe           | Japão          | 73.75     | 76.00     | 76.00  | Q     |
| 7         | 7   | Li ShuangLi Shuang  | China          | 75.50     | 75.00     | 75.50  |       |
| 8         | 13  | Mirabelle Thovex    | França         | 61.75     | 68.25     | 68.25  |       |
| 9         | 17  | Verena Rohrer       | Suíça          | 49.00     | 66.00     | 66.00  |       |
| 10        | 18  | Sun Zhifeng         | China          | 41.75     | 58.25     | 58.25  |       |
| 11        | 28  | Noelle Edwards      | Estados Unidos | 55.25     | 51.00     | 55.25  |       |
| 12        | 21  | Cilka Sadar         | Eslovênia      | 53.50     | 47.50     | 53.50  |       |
| 13        | 22  | Sarka Pancochova    | Chéquia        | 50.00     | 52.75     | 52.75  |       |
| 14        | 27  | Summer Fenton       | Estados Unidos | 44.00     | 51.75     | 51.75  |       |
| 15        | 19  | Katie Tsuyuki       | Canadá         | 38.25     | 44.75     | 44.75  |       |
| 16        | 24  | Emily Arthur        | Austrália      | 39.75     | 41.75     | 41.75  |       |
| 17        | 23  | Calynn Irwin        | Canadá         | 24.75     | 39.75     | 39.75  |       |
| 18        | 29  | Kwon Sun-oo         | Coreia do Sul  | 34.75     | 36.00     | 36.00  |       |
| 19        | 15  | Alexandra Duckworth | Canadá         | 19.50     | 34.25     | 34.25  |       |
| 20        | 14  | Ella Suitiala       | Finlândia      | 33.25     | 33.00     | 33.25  |       |
| 21        | 20  | Holly Crawford      | Austrália      | 11.75     | 11.00     | 11.75  |       |
| 22        | 25  | Wang Xuemei         | China          | 9.50      | 4.25      | 9.50   |       |
|           | 26  | Morena Makar        | Croácia        |           |           | DNS    |       |

### Final
A final ocorreu em  17 de janeiro. 
| Colocação         | Bib | Nome              | Nacionalidade | Descida 1 | Descida 2 | Descida 3 | Melhor |
| ----------------- | --- | ----------------- | ------------- | --------- | --------- | --------- | ------ |
| Medalha de ouro   | 2   | Cai Xuetong       | China         | 90.25     | 94.25     | 89.25     | 94.25  |
| Medalha de prata  | 4   | Queralt Castellet | Espanha       | 81.25     | 18.75     | 21.00     | 81.25  |
| Medalha de bronze | 1   | Clemence Grimal   | França        | 31.75     | 80.25     | 40.50     | 80.25  |
| 4                 | 6   | Hikaru Oe         | Japão         | 71.25     | 39.25     | 72.25     | 72.25  |
| 5                 | 5   | Sophie Rodriguez  | França        | 65.25     | 63.00     | 37.00     | 65.25  |
| 6                 | 3   | Torah Bright      | Austrália     | 43.25     | 37.00     | 57.00     | 57.00  |

Legenda
| Recorde mundial       | Recorde mundial (World record)               |                       | Recorde africano                      | Recorde africano (African) |                                           | Q | Classificado por posição (Qualified) |
| Recorde do campeonato | Recorde do campeonato (Championship record)  | Recorde da América    | Recorde da América (Americas)         | q                          | Classificado por melhor tempo (Qualified) |   |                                      |
| Melhor marca do ano   | Melhor marca do ano (World leading)          | Recorde asiático      | Recorde asiático (Asian)              | DNS                        | Não largou (Did not start)                |   |                                      |
| Recorde nacional      | Recorde nacional (National record)           | Recorde europeu       | Recorde europeu (European)            | DNF                        | Não terminou (Did not finish)             |   |                                      |
| Recorde pessoal       | Recorde pessoal do atleta (Personal best)    | Recorde da Oceania    | Recorde da Oceania (Oceania)          | DSQ / DQ                   | Desclassificado (Disqualified)            |   |                                      |
| Recorde da temporada  | Recorde da temporada do atleta (Season best) | Recorde sul-americano | Recorde sul-americano (South America) | NM                         | Sem marca (No mark)                       |   |                                      |